# Kristjan Kaljurand
Kristjan Kaljurand (* 13. Juli 1992) ist ein estnischer Badmintonspieler. Kalle Kaljurand ist sein Vater, Marina Kaljurand seine Mutter, Kaisa Kaljurand seine Schwester, alle drei auch im Badminton aktiv.

## Karriere
Kristjan Kaljurand gewann 2009 und 2010 in Estland jeweils zwei Juniorentitel. 2012 siegte er bei den Riga International im Mixed. Im gleichen Jahr wurde er auch erstmals nationaler Titelträger bei den Erwachsenen. Ein Jahr später verteidigten beide den Titel.

## Sportliche Erfolge
| Saison | Veranstaltung                               | Disziplin    | Platz | Name                                   |
| ------ | ------------------------------------------- | ------------ | ----- | -------------------------------------- |
| 2009   | Estland: Einzelmeisterschaften der Junioren | Mixed        | 1     | Kristjan Kaljurand / Laura Tomband     |
| 2009   | Estland: Einzelmeisterschaften der Junioren | Herrendoppel | 1     | Kristjan Täherand / Kristjan Kaljurand |
| 2010   | Estland: Einzelmeisterschaften der Junioren | Mixed        | 1     | Kristjan Kaljurand / Laura Tomband     |
| 2010   | Estland: Einzelmeisterschaften der Junioren | Herrendoppel | 1     | Kristjan Täherand / Kristjan Kaljurand |
| 2012   | Estland: Einzelmeisterschaften              | Herrendoppel | 1     | Kristjan Kaljurand / Robert Kasela     |
| 2013   | Estland: Einzelmeisterschaften              | Herrendoppel | 1     | Kristjan Kaljurand / Robert Kasela     |
| 2016   | Estland: Einzelmeisterschaften              | Herrendoppel | 1     | Kristjan Kaljurand / Raul Käsner       |